# Kabelsko

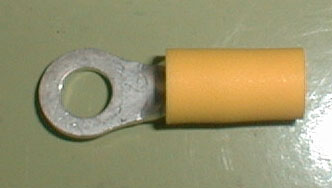
Kabelsko.

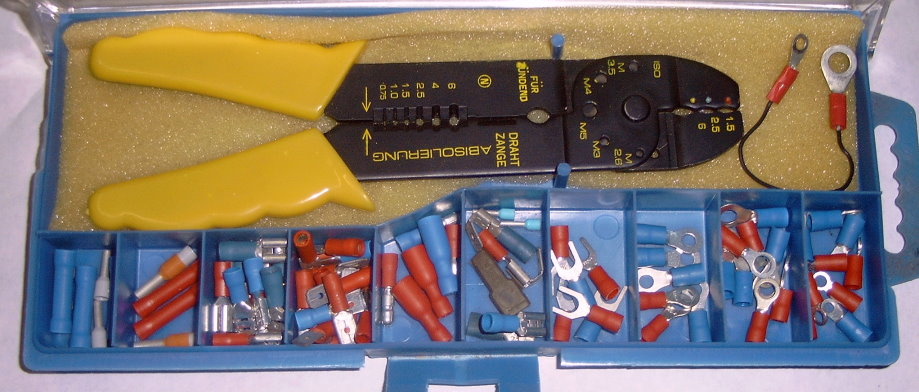
Sats med olika kabelskor och kabelskotång.

En kabelsko, även kallad flatstifthylsa, är en form av kontaktdon för elkablar. 
Kabelskon är så utformad att den kan klämmas fast på kabeln i kabelskons ena ände, och så att den kan skruvas fast i någon kontaktpunkt i andra änden. För att klämma fast kabelskor används vanligen ett speciellt verktyg i form av en kabelskotång. Många kabelskotänger kan även klippa av och skala elkablar.
Kabelskor har funnits sedan 1940-talet.